# سالي تود
سالي تود (بالإنجليزية: Sally Todd)‏ هي بلاي ميت وممثلة أمريكية، ولدت في 7 يونيو 1934.

## وصلات خارجية
- سالي تود على موقع IMDb (الإنجليزية)
- سالي تود على موقع قاعدة بيانات الفيلم (الإنجليزية)